# Saarloq
Saarloq (zastarale Sârloq) je osada v Grónsku v kraji Kujalleq. Nachází se na stejnojmenném malém ostrově, asi 27 km západně od Alluitsupu Paa a asi 20 km jižně od Qaqortoqu. V roce 2016 tu žilo 29 obyvatel, takže je to třetí nejmenší osada kraje Kujalleq a pátá nejmenší osada Grónska.

## Počet obyvatel
Počet obyvatel Saarloqu se snížil o více než 67 % oproti počtu obyvatel z roku 1991 a o více než 55 % oproti roku 2000.